# Conquista francesa de Córcega
La Conquista Francesa de Córcega fue el resultado de la expedición militar del ejército francés comandado por el Noël Jourda de Vaux, Conde de Vaux, contra la joven República de Córcega cuyas fuerzas comandaba su Presidente Pasquale Paoli. La expedición tuvo lugar en mayo de 1768 como corolario a la Guerra de los Siete Años. La fuerza expedicionaria francesa que desembarcó en la isla y se adentró tierra adentro tratando de sofocar cualquier oposición sufrió una inesperada derrota inicial en la Batalla del Borgo. El nuevo comandante francés nombrado para tomar el mando de la expedición, el Conde de Vaux derrotó al ejército corso en la Batalla de Ponte Novu en 1769, finalizando de esta manera la resistencia corsa.
El ejército corso, sin recursos materiales ni humanos para resistir a los franceses, rindió la isla. Tras la derrota corsa, Francia se anexionó Córcega, aunque le tomó un año consolidar y pacificar la isla ya que muchos corsos se retiraron a las montañas y comenzaron una guerra de guerrillas contra los invasores franceses. Pasquale Paoli huyó a Gran Bretaña donde era inmensamente popular y llegó a ser miembro del influyente club del poeta Samuel Johnson. Córcega permanecería bajo administración francesa hasta 1794 cuando tuvo lugar una expedición británica con apoyo corso que capturó la isla y estableció el llamado Reino anglo-corso bajo mando de un virrey británico y con Paoli como su mayor dirigente corso. El 19 de octubre de 1796 los franceses reconquistaron la isla y fue convertida políticamente en un departamento francés.

## Antecedentes
La isla de Córcega había sido regida por la República de Génova desde 1284. En el siglo XVIII, los corsos empezaron a desarrollar su propio nacionalismo y buscaron la independencia del gobierno genovés. En 1729 comenzó la Revolución Corsa por la independencia de Córcega de Génova, encabezada en primer lugar por Luiggi Giafferi and Giacinto Paoli, y posteriormente por el hijo de este último, Pasquale Paoli. Tras 26 años de lucha contra Génova, además de la breve y turbulenta proclamación del Reino de Córcega por el aventurero alemán Theodor von Neuhoff apoyado por británicos, quienes en ese momento dominaban la isla de Menorca y Gibraltar, y neerlandeses, la República de Córcega fue proclamada en 1755 encabezada por Pasquale Paoli permaneciendo soberana hasta 1769.
La constitución corsa de 1755 fue escrita en italiano, la lengua de cultura de Córcega hasta mediados del siglo XIX, por Paoli. A pesar de cuatro décadas de intensa lucha fue imposible desalojar a los genoveses de las fortalezas costeras corsas de Calvi y Bonifacio.
Tras la conquista corsa de Capraia, una pequeña isla del Archipiélago Toscano, en 1767, la República de Génova, agotada tras cuarenta años de lucha, decidió vender la isla a Francia que, tras la derrota en la Guerra de los Siete Años, trataba de reforzar su posición en el Mediterráneo. En el Tratado de Versalles de 1768, Génova cedía todos sus derechos sobre la isla. El mismo año, el rey de Francia Luis XV envió una expedición militar a Córcega para asegurar el dominio francés sobre la isla bajo el mando del Conde de Vaux, un veterano de la Guerra de los Siete Años.

## Conquista
La primera incursión francesa fracasó después de que la relativamente pequeña fuerza expedicionaria sufriera un siginificativo revés en la Batalla de Borgo en octubre de 1768. Francia envió entonces un gran número de refuerzos incrementando el tamaño de su fuerza en la isla hasta 24000 hombres y un nuevo comandante. El ejército corso fue decisivamente derrotado en la Batalla de Ponte Novu y rápidamente las fuerzas francesas ocuparon la isla aunque el ejército corso no fue totalmente sometido hasta el año siguiente en el que se siguieron produciendo conatos de rebelión.
El control francés sobre la isla se consolidó y en 1770 se convirtió en Provincia de Francia. Bajo el dominio francés, el uso de la lengua corsa, una lengua regional estrechamente relacionada con el italiano, declinó gradualmente a favor del francés. El italiano fue el idioma oficial de Córcega hasta 1859.

## Consecuencias
La invasion Francesa de Córcega encendió la llamada Crisis corsa en la política británica. Aunque enviaron secretamente ayuda a los corsos, el gobierno británico eligió no intervenir para evitar la ocupación de la isla. Paoli creó una constitución de corte liberal fuertemente inspirada en la no escrita Constitución británica, incluyendo el sufragio más amplio en el mundo en ese momento y radicales reformas en educación. Debido a la enemistad de Gran Bretaña hacia Francia y a que los británicos habían apoyado históricamente a los exiliados corsos, Paoli buscó establecer una alianza con Gran Bretaña que llegó a abrir un consulado en la isla, pero los acontecimientos en Córcega no ocuparon un lugar destacado en la política británica hasta 1768.
Pasquale Paoli se exilió en Gran Bretaña donde permaneció hasta 1790 año en el que la Asamblea Nacional Constituyente, proclamada al comienzo de la Revolución Francesa, dictó una amnistía y pudo regresar a Córcega. Posteriormente tropas británicas intervinieron en Córcega entre 1794 y 1796, cuando crearon el Reino anglo-corso, y de nuevo en 1814 acordando con nacionalistas corsos el Tratado de Bastia. Tras el Congreso de Viena la isla fue devuelta a Francia.
La invasion y ocupación de Córgega tuvo profundas consecuencias para la misma Francia. Cuando nació Napoleón Bonaparte en 1769 era ya ciudadano francés por naturaleza. Sus padres, Carlo Maria Buonaparte y Maria Letizia Ramolino se unieron a la resistencia local y lucharon contra los franceses para mantener su independencia incluso mientras Maria estaba embarazada de él. Aunque educado como un nacionalista corso, Napoleón lentamente fue cambiando su lealtad hacia Francia uniéndose al ejército francés. Llegó a adoptar los ideales de la Revolución como propios y, ya como emperador de los franceses, emprendió las llamadas guerras napoleónicas que devastaron buena parte de Europa.
Hasta el día de hoy, el nacionalismo corso propugna la restauración de una república en la isla. Hay varios grupos y dos partidos nacionalistas principales, el autonomista "Femu a Corsica" y el separatista "Corsica Libera", que reclaman desde cierto grado de autonomía respecto de Francia hasta la total independencia. Algunos grupos, como el Frente de Liberación Nacional de Córcega, ha llevado a cabo acciones de terrorismo desde los años 1970 apuntando a personal y edificios oficiales del gobierno francés.